# Dolánky nad Ohří
Dolánky nad Ohří là một làng thuộc huyện Litoměřice, vùng Ústecký, Cộng hòa Séc.